# Altlay
Altlay település Németországban, Rajna-vidék-Pfalz tartományban. Lakosainak száma 447 fő (2023. december 31.). Altlay Hahn és Belg községekkel határos.

## Népesség
A település népességének változása:
| Lakosok száma | 401  | 439  | 432  | 445  | 461  | 447  |
|               | 1975 | 2017 | 2019 | 2021 | 2022 | 2023 |